# Svetlana Lavochkina

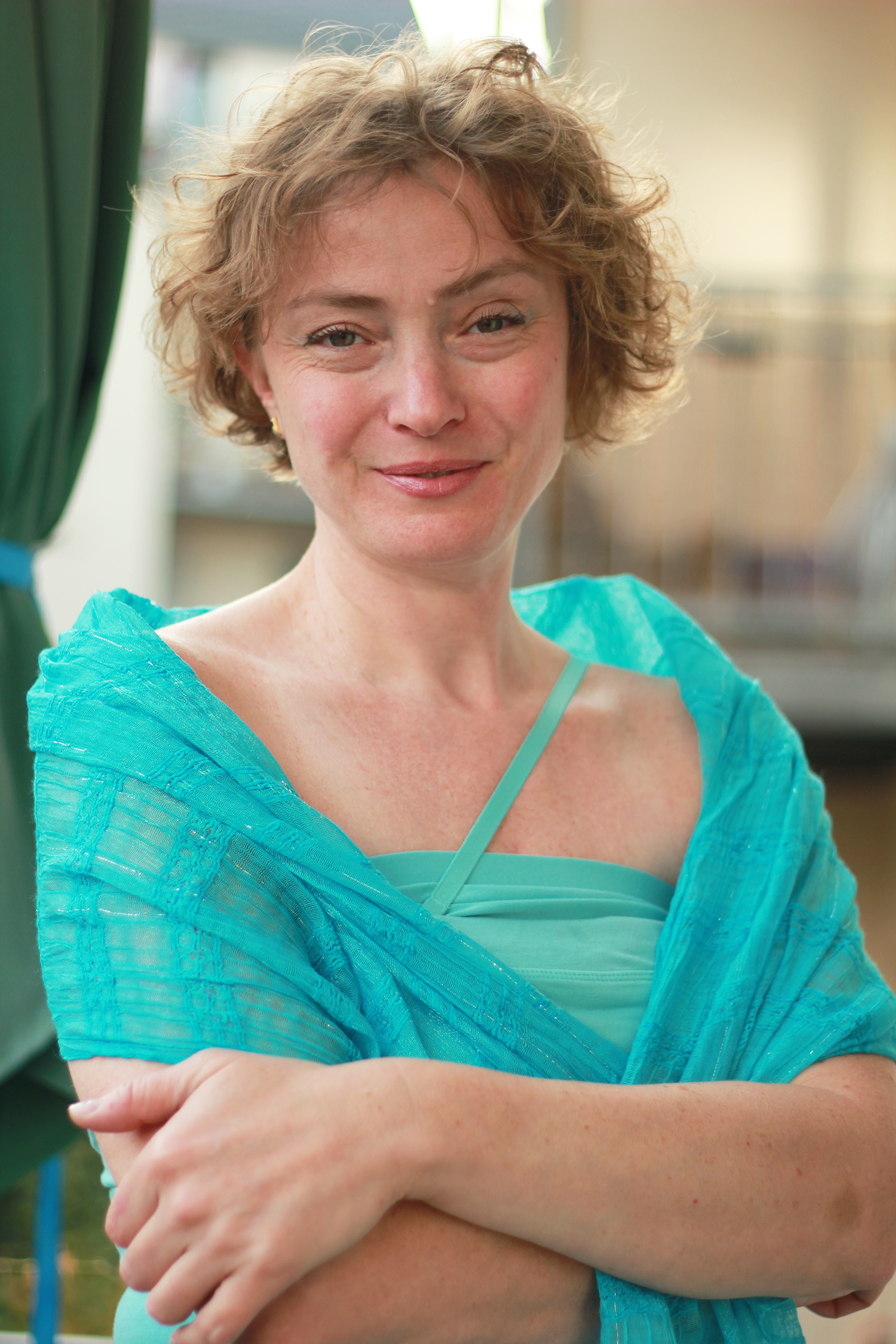
Svetlana Lavochkina (2019)

Svetlana Lavochkina (ukrainisch Світлана Лавочкіна, russisch Светлана Лавочкина; geboren 1973 in Saporischschja, Ukrainische SSR) ist eine jüdische ukrainische Schriftstellerin und Literaturübersetzerin. Sie lebt in Leipzig. Die Sprache ihres literarischen Schaffens ist Englisch. In Deutschland wurde sie mit der Übersetzung ihres Debütromans unter dem Titel Puschkins Erben bekannt.

## Leben
Svetlana Lavochkina wuchs als einziges Kind ihrer Eltern in der Großstadt Saporischschja in der Südostukraine auf. Ihre Mutter war Klavierlehrerin, der Vater Ingenieur und Fotograf. Sie selbst studierte an einer pädagogischen Fachhochschule Sprachen. Mit 26 Jahren wurde sie schwanger und übersiedelte mit ihrem Mann als jüdische Kontingentflüchtlinge nach Deutschland. Sie konnten wählen, ob sie in Dresden, Chemnitz oder Leipzig leben wollen.
In Deutschland musste sie sich nach eigenen Worten eine „neue Identität“ erarbeiten. Die meisten Juden in der Ukraine hatten sich nach der zweiten Säuberungswelle unter Stalin, die sich hauptsächlich gegen Juden richtete, seit den 1960er Jahren dem sowjetischen Lebensstil angepasst. Auch Svetlana Lavochkinas Eltern waren nicht besonders religiös, doch an Feiertagen wie Pessach oder dem Jüdischen Neujahrsfest habe es die traditionellen Speisen gegeben. Als Kind erfuhr sie erst von ihrer Großmutter, dass sie Juden sind. Auf Betreiben der Großmutter besuchte sie eine englische Sprachschule, zu dieser Zeit ungewöhnlich für ein sowjetisches Kind, so dass Englisch ihre zweite Sprache wurde und eine Distanz schuf zu ihrer Umgebung. Antisemitismus habe sie in ihrer Kindheit nicht direkt gespürt. Sie versteht sich heute als Weltbürgerin und ist stolz auf ihre jüdische Herkunft. Svetlana Lavochkina gehört der jüdischen Gemeinde Leipzig an. Ihren beiden Söhnen vermittelt sie, was es bedeutet, jüdisch zu sein.
Neben ihrer Tätigkeit als Schriftstellerin und Übersetzerin arbeitet Lavochkina als Englischlehrerin an der Waldorfschule Leipzig und schreibt für die englischsprachige internationale Literaturzeitschrift LeipGlo.

## Werk
Svetlana Lavochkina übersetzte ukrainische und russische Lyrik ins Englische, u. a. Ossip Mandelstam, Wassyl Holoborodko, Dmytro Kremin, Mykola Baschan, Lyuba Yakimchuk. Sie schrieb Kurzgeschichten und Gedichte, die in britischen und amerikanischen Anthologien und Literaturzeitschriften veröffentlicht wurden. Der Erfolg als Schriftstellerin begann mit ihrer Novelle Dam Duchess. Das unveröffentlichte Manuskript reichte sie bei einem Literaturwettbewerb der Pariser Buchhandlung Shakespeare and Company ein und gewann 2013 den zweiten Preis. Die Novelle ist Teil ihres Debütromans Zap. Der Titel kommt von der englischen Schreibweise von Saporischschja, zu Beginn des zwanzigsten Jahrhunderts ein verschlafener Ort am Dnepr, wo der russische Dichter Alexander Puschkin beim Baden im Fluss einen wertvollen Ring verloren haben soll.
Schauplatz des Romans, der in deutscher Übersetzung von Diana Feuerbach unter dem Titel Puschkins Erben erschien, ist Saporoschje in den 1970er Jahren. Lavochkina schildert das Zusammenleben von russischen, ukrainischen, jüdischen, Kosaken- und Roma-Familien als „einträchtig zwar, aber mit allerlei verbalen Katzbalgereien“ voller deftiger Zoten, im Zentrum des Geschehens die jüdischen Familien Winter, Knoblauch und Katz. Lavochkina spüre der von Tristesse und Spießigkeit geprägten Stimmung während der Breschnew-Ära nach und ziehe sie „durch den Kakao“, schrieb die Rezensentin der FAZ Christiane Pöhlmann. Antisemitismus, Frauenverachtung, das große Schweigen über die Stalin-Zeit und die Herabsetzung der Provinz fange Lavochkina in einem „farbenreichen Bild“ ein. Unter der unterhaltsamen Oberfläche erzähle der Roman ernsthaft von geplatzten Träumen und Lebensentwürfen.

## Werke

### Romane
- Dam Duchess (Novelle). Whiskey Tit, Rochester 2017, ISBN 978-0-9996215-5-4.
  - Die rote Herzogin. Aus dem Englischen von Diana Feuerbach. Voland und Quist Verlag, Berlin/Dresden 2022, ISBN 978-3-86391-323-6.
- Zap (Roman). Whiskey Tit, Rochester 2017, ISBN 978-0-9967646-7-4.
  - Puschkins Erben. Aus dem Englischen von Diana Feuerbach. Voland und Quist Verlag, Berlin/Dresden 2019, ISBN 978-3-86391-242-0.
- Carbon. Songs of Crafts (Roman in Versen). Lost Horse Press, Sandpoint 2020, ISBN 978-1-7333400-4-5.
  - Carbon. Ein Lied von Donezk. Aus dem Englischen von Diana Feuerbach. Voland und Quist Verlag, Berlin/Dresden 2024, ISBN 978-3-86391-405-9.

### Übersetzungen
Vom Ukrainischen ins Englische:
- A Violin from the Other Riverside (Eine Geige vom anderen Flussufer von Dmytro Kremin). Lost Horse Press, Washington 2023, ISBN 979-8-9865715-3-9
- Apricots of Donbas (Abrykosy Donbasu von Ljuba Jakymtschuk), neue zweisprachige Ausgabe, Ukrainisch und Englisch, übersetzt von Oksana Maksymchuk, Max Rosochinsky, Svetlana Lavochkina, Lost Horse Press (=Contemporary Ukrainian Poetry Series, Band 7), Sandpoint 2015, ISBN 978-1-7364323-1-0.

### Übersetzungen in Anthologien
- The White Chalk of Days. The Contemporary Ukrainian Literature Series Anthology, herausgegeben von Mark Andryczyk. Academic Studies Press (=Reihe Ukrainian Studies), Boston 2017, ISBN 978-1-61811-662-8, S. 320–343.
- Words for War. New Poems from Ukraine, herausgegeben von Oksana Maksymchuk und Max Rosochinsky. Academic Studies Press, Boston 2017, ISBN 978-1-61811-666-6, S. 19–24, 155, 160.
- Quiet Spiders of the Hidden Soul: Mykola (Nik) Bazhan’s Early Experimental Poetry (Ukrainian Studies), herausgegeben von Oksana Rosenblum und Lev Fridman. Academic Studies Press, Boston 2020, ISBN 978-1-64469-394-0, S. 2–10, 32, 34, 122–132.